# Juan, conde de Chalon
Juan (1190 – 30 de septiembre de 1267), llamado el Viejo (l'Antique), fue un noble francés, conde de Auxonne y Chalon-sur-Saône, por derecho propio y regente de su hijo, Hugo III, Conde de Borgoña. En documentos de la época, a veces era llamado "conde de Borgoña", como lo hizo el rey Guillermo de Alemania en 1251.

## Trayectoria
Era hijo de Esteban III de Auxonne y Beatriz, Condesa de Châlon.
El 5 de junio de 1237, permutó su patrimonio heredado en Auxonne y Chalon con Hugo IV de Borgoña por los territorios de Salins (la segunda ciudad del Condado de Borgoña en la época), Belvoir, Vuillafans, Ornans, Montfaucon, Arlay, el castillo de Clées en Vaud, Chaussin, y Orgelet. Esto le convirtió en uno de los más poderosos nobles del condado.
Aunque concedió fueros a sus territorios, también dio la bienvenida a los frailes Dominicanos como inquisidores.
La posesión de Salins, con sus salinas, otorgó a Juan los recursos necesarios para extender sus territorios. Para proteger las rutas comerciales, construyó los castillos de Le Pin, Montmahoux, Saint-Anne, Arguel, y Nozeroy, donde residía habitualmente.
Para evitar los impuestos establecidos por el conde de Pontarlier, adquirió los bosques en la región alrededor de Pontarlier y Jougne, que taló y donde construyó nuevas carreteras. Fundó la ciudad de Châtelblanc, Chaux-Neuve, y Rochejean, el último de los cuales lleva su nombre.

## Familia
Tuvo tres esposas y 16 hijos.
Se casó con Mahaud lo (o Mahaut) de Borgoña, hija de Hugo III de Borgoña y Beatriz de Albon, que murió el 26 de marzo de 1242. Tuvieron los siguientes hijos:
- Elisabeth de Borgoña (1210-1277). En 1248, se casó con Enrique I de Vergy.
- Blanche de Chalon (murió en el año 1306). En 1260, se casó con Guichard V de Beaujeu, y con Béraud IX de Mercœur en 1268.
- Hugo III (1220-1267), conde de Borgoña por su matrimonio con Adelaida I de Borgoña.
- Margaret (murió en el año 1262) esposa de Henry de Brienne.

Se casó después con Isabeau (o Isabel) de Courtenay, hija de Robert I de Courtenay. Tuvieron los siguientes hijos:
- Juan (1243-1309), Seigneur de Rochefort. Sería conde de Auxerre por su matrimonio con Alix de Bourgogne-Auxerre.
- Stephen (murió en el año 1302), Seigneur de Rouvres.
- Pedro (murió en el año 1273) Señor de Châtel-Belin. En 1258, se casó con Beatrice, hija de Amadeo IV de Saboya.

A la muerte de Isabeau el 22 de septiembre de 1257, se volvió a casar con Laurette de Commercy, hija de Simón II, Señor de Commercy, y Matilde, Condesa de Saarbrücken. Tuvieron los siguientes hijos:
- Juan I de Châlon (1259-1316), Señor d'Arlay. Fundador de la rama de Châlon-Arlay de la casa de Ivrea. En 1272, se casó con Margarita, hija de Hugo IV de Borgoña.
- Hugo (murió en el año 1312), príncipe-obispo de Lieja (1295-1301), y Arzobispo de Besançon .
- Margaret (murió en el año 1328), que se casó con Hugo de Borgoña.
- Agnes (murió en 1350). En 1285, se casó con Amedeus II, Conde de Ginebra.